# 張初旦
張初旦（？—1596年），號鵬吾，廣東廣州府新會縣人，明朝政治人物。

## 生平
萬曆十六年（1588年）戊子科廣東鄉試舉人，十七年己丑科禮部會試第一百十五名，未殿试，二十年（1592年），登壬辰科第三甲第一百六十名，通政司觀政，二十一年授福建連江知縣，二十四年卒。

## 家族
曾祖張文盛；祖父張光弼；父張瑞周。